# Jedd Gyorko
Jedd Lindon Gyorko (né le 23 septembre 1988 à Morgantown, Virginie-Occidentale, États-Unis) est un joueur de champ intérieur des Cardinals de Saint-Louis de la Ligue majeure de baseball.

## Carrière
Joueur évoluant à l'Université de Virginie-Occidentale, Jedd Gyorko est un choix de deuxième ronde des Padres de San Diego en 2010. Évoluant à l'arrêt-court durant ses années au collège, il prend le poste de deuxième but, puis de troisième but dans les ligues mineures. Il gradue au niveau Triple-A des ligues mineures avec les Padres de Tucson de la Ligue de la côte du Pacifique en 2012 et y connaît une excellente saison avec ,328 de moyenne au bâton, 24 circuits, 83 points produits et une moyenne de puissance de ,588 en 92 parties jouées. Cependant, les Padres de San Diego ne font pas appel à lui en fin de saison car ils comptent déjà sur le troisième but étoile Chase Headley. Le printemps suivant, Gyorko compétitionne pour le poste de joueur de deuxième but à San Diego et une bonne performance au camp d'entraînement jumelé à une blessure à Headley en début de saison 2013 lui permet d'obtenir une première chance avec le grand club comme joueur de deuxième et troisième buts.

### Padres de San Diego

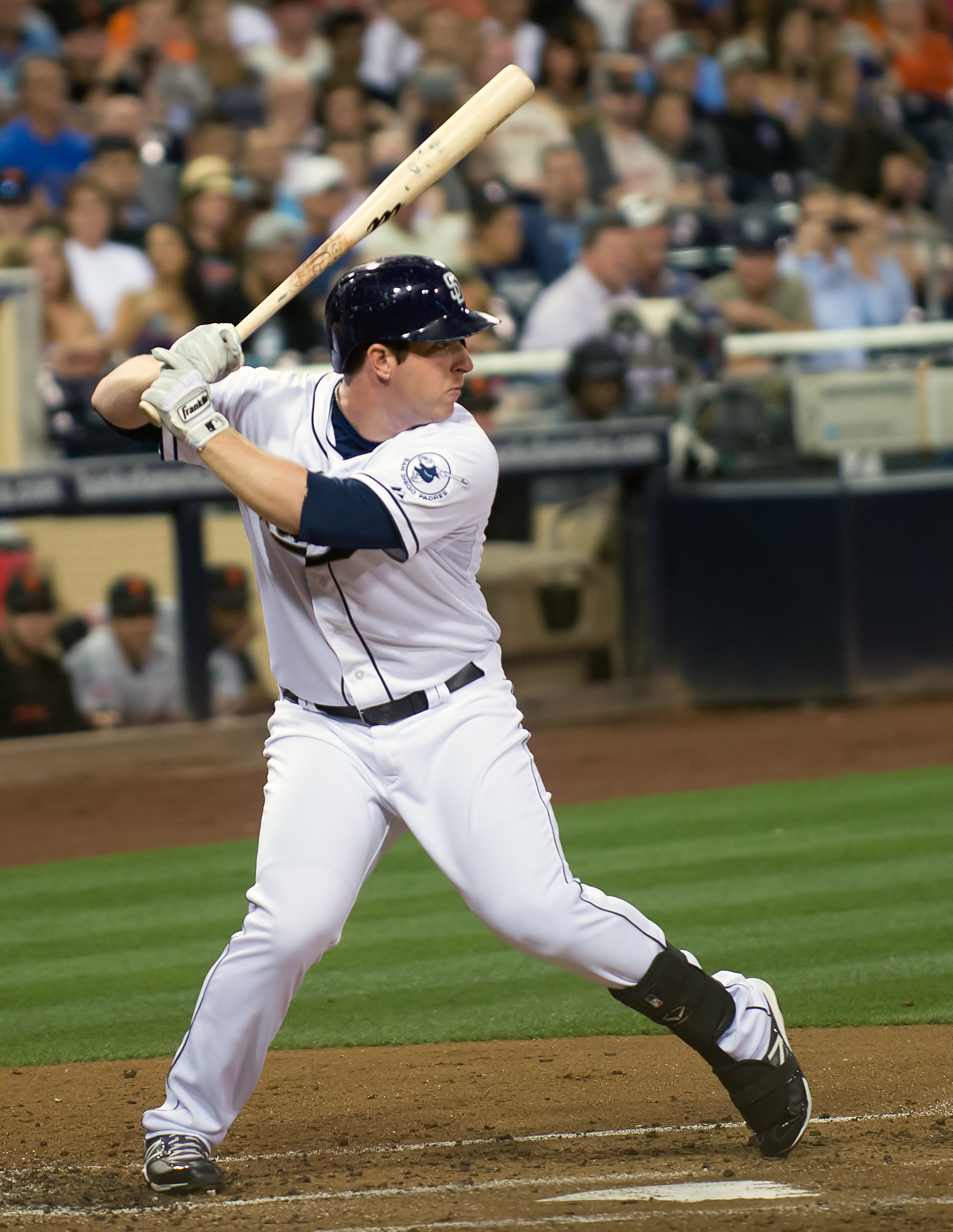
Jedd Gyorko en 2013 avec les Padres de San Diego.

Jedd Gyorko fait ses débuts dans le baseball majeur le 1er avril 2013 avec les Padres de San Diego. À son premier match, il réussit son premier coup sûr, aux dépens de Jon Niese des Mets de New York. Il réussit son premier coup de circuit dans les majeures le 1er mai suivant contre Scott Feldman des Cubs de Chicago. Les 23 circuits et les 63 points produits en 123 matchs cumulés par Gyorko sont des sommets chez les Padres en 2013 et le jeune joueur termine 6e du vote de fin d'année désignant la meilleure recrue de la Ligue nationale.
Gyorko connaît une deuxième campagne décevante en 2014. En 111 parties jouées, il voit sa moyenne au bâton chuter de ,249 l'année précédente à seulement ,210. Sa production de circuits (10) et sa récolte de points produits (51) sont aussi à la baisse.
En 128 matchs joués pour San Diego en 2013, il frappe pour ,247 de moyenne au bâton avec 16 circuits et 57 points produits.
En trois saisons chez les Padres, Gyorko frappe un total de 49 circuits et produit 171 points. En 364 parties jouées, sa moyenne au bâton s'élève à ,236 et son pourcentage de présence sur les buts à un faible ,293. Défensivement, il joue surtout au deuxième coussin, à l'exception de 13 parties au troisième but en 2013 et de 29 matchs à l'arrêt-court et un au premier but en 2015.

### Cardinals de Saint-Louis
Le 8 décembre 2015, les Padres échangent Jedd Gyorko aux Cardinals de Saint-Louis contre le voltigeur Jon Jay.
À sa première saison à Saint-Louis en 2016, Gyorko mène l'équipe avec 30 circuits et alterne entre quatre positions à l'avant-champ.